# مصراع
المِصراع لغة هو أحد جزئي الباب (خشبة الباب). وفي اصطلاح الشعراء المصراع هو نصف بيت أي بيت شعر، وهو الشطر أيضًا.

## بلاغة
المصراع في اصطلاح البلغاء فهو كلام يتألف من ثلاثة قوالب أو أربعة لا أقل من ذلك ولا أكثر (غير جائز)، فهو ليس من قبيل النظم. وإن كان منقولا فالكبير هو مصراع واحد حسب قانون العروض. وأما الثاني فطويل.